# Academia Aérea General de Brigada Piloto Frank Andrés Féliz Miranda
La Academia Aérea “General de Brigada Piloto Frank Andrés Féliz Miranda” (fundada el 1 de enero de 1984 en San Isidro) es una Academia Militar de la Fuerza Aérea de República Dominicana, que se aloja en la Base Aérea de la misma ciudad. Sus estudiantes reciben el nombre de Cadetes, y tras terminar su período de formación de cuatro años reciben el grado de Segundo Teniente.

## Historia
La academia Aérea se hizo efectiva a partir del 1.º de enero del año 1984, a través de la Orden General No. 70 del 28 de diciembre de 1983 de la Fuerza Aérea Dominicana como hasta entonces era conocida.
Sus estudiantes (cadetes) recibían instrucción y formación en la Academia Militar Batalla de las Carreras, donde compartían el recinto y las aulas con los Cadetes del Ejército Nacional ahora "Ejercito de República Dominicana".

## Estudios Superiores
La Academia Aérea, al igual que las demás academias militares de las Fuerzas Armadas Dominicanas, son dependencias del Instituto Superior para la Defensa (INSUDE), este que funge como organismo rector del sistema de educación de las Fuerzas Armadas.
La carrera militar en la Academia Aérea, tiene una duración de cuatro años (8 semestres) y ofrece una Licenciatura en Ciencias Aeronáuticas, distribuida en 87 asignaturas clasificadas directamente en formación general, básica y profesionalizante.

## Ingreso y Requisitos
El procedimiento de ingreso para los dominicanos y extranjeros, se realiza mediante una convocatoria abierta para jóvenes de 16 a 21 años de edad.

### Requisitos[4]
- Ser Dominicano de nacimiento u origen.
- Ser Bachiller.
- Edad: mayor de 16 y menor de 21 años. (al momento del el ingreso).[5]
- Estatura no menos de: 5’ 6’’ (Masculino), 5’ 4’’ (Femenino).
- Gozar de buena salud física y mental.
- Peso mínimo de: 120 libras (Masculino), 94 Libras (Femenino). (de acuerdo a la estatura).
- Ser soltero y no tener descendencias.
- Conocimientos básicos sobre computadoras, electrónica, inglés y otros cursos técnicos realizados. (Preferiblemente).
- Entre otras documentaciones exigidas.[6]